# Costa Rei
Costa Rei (più raramente nota come Costa Rey) è una frazione marittima di Muravera. 
Situata nella costa sud-orientale della Sardegna, nella regione storica del Sarrabus, dista diversi chilometri dal centro abitato di Muravera.

## Geografia fisica

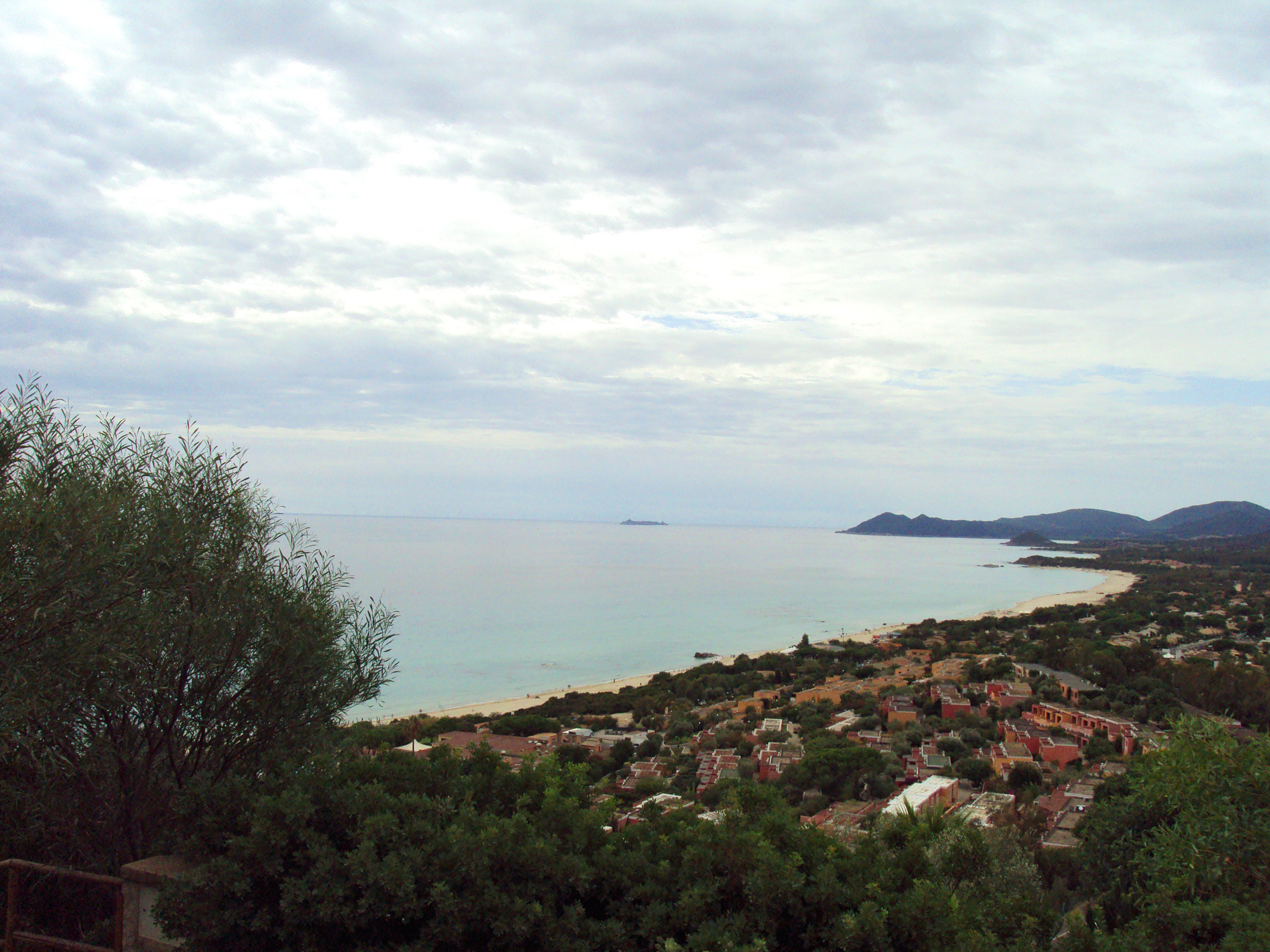
Costa Rei dal Monte Nai

La località si estende per circa 10 km, da Porto Pirastu a Cala Sinzias, e ha il centro ideale nelle due zone di Monte Nai e Piscina Rei.

## Origini del nome
Sull'etimologia del toponimo esistono due teorie: la prima fa derivare il nome della parola "re", quindi "costa del re"; tale versione è avvalorata anche dalla limitrofa località di Cala Reina (ora Cala Regina) lungo la litoranea per Cagliari. Una seconda ipotesi sostiene che il nome Costa Rei derivi dal fatto che nell'Ottocento vi era una colonia penale nella vicina Castiadas dove i detenuti (rei) lavoravano alle bonifiche delle zone paludose (e malariche).
Sulle carte militari del 1850 la zona è conosciuta come Piscina Rei, smentendo quindi la prima teoria, in quanto il Carcere di Castiadas nasceva 50 anni dopo.
In un'intervista al quotidiano L'Unione Sarda l'imprenditore Guido Van Alphen si attribuisce la paternità del nome. Successivamente, soprattutto tra gli esercenti di botteghe, ristoranti e attività commerciali varie, si è andato diffondendo anche il toponimo Costa Rey.

## Storia

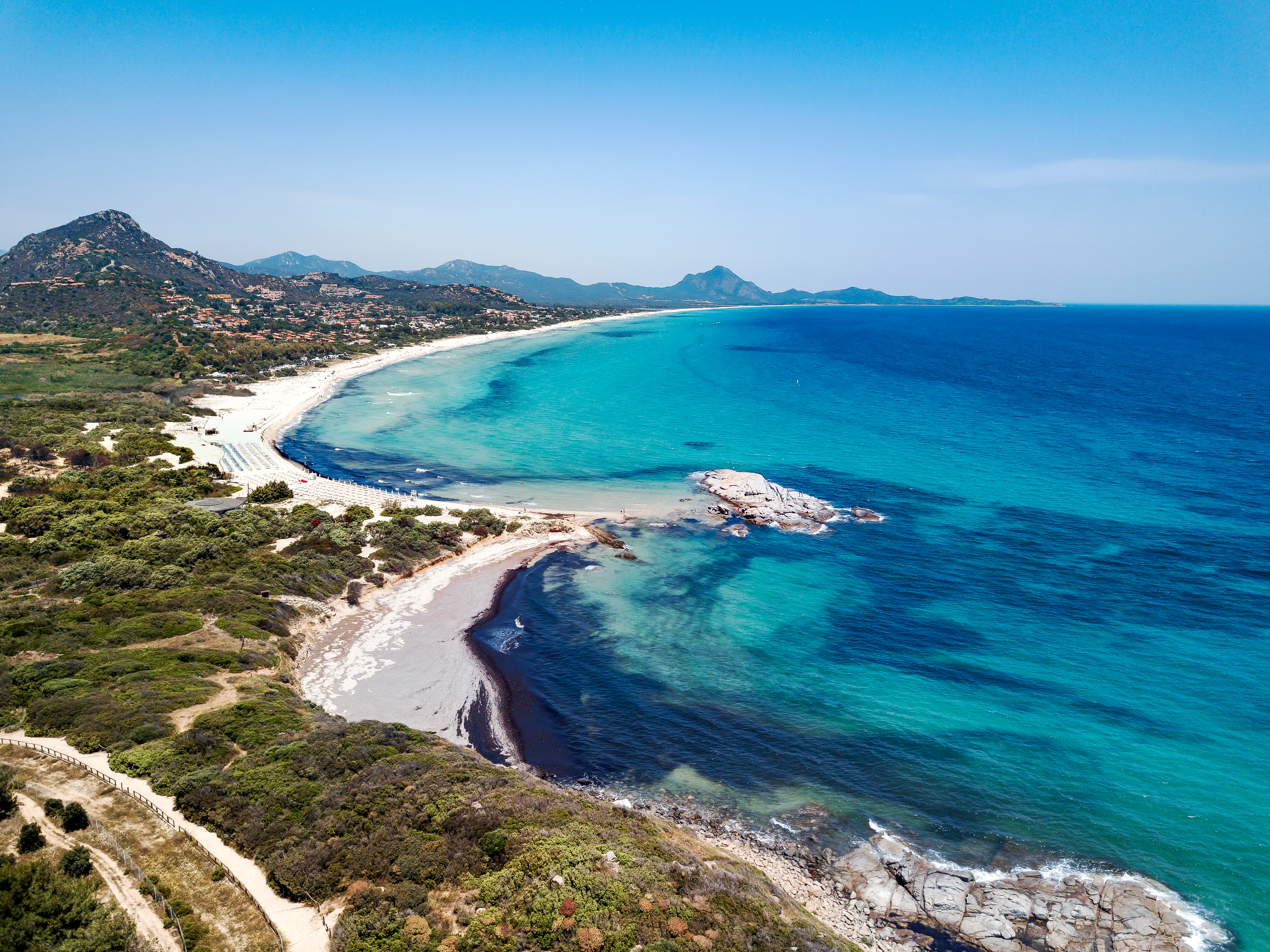
Costa Rei

Sviluppatosi a partire dagli anni sessanta, l'assetto turistico e immobiliare di Costa Rei è da ricondurre all'intraprendenza dell'imprenditore belga Guido Van Alphen, figlio di un facoltoso imprenditore immobiliare, che nel 1962, a soli ventidue anni e prendendo esempio dall'Aga Khan in Costa Smeralda, si avvalse della consulenza di Marcel Stoffelen, già colono dell'ormai ex Congo belga, e comprò 400 ettari di terreno realizzando le prime villette sul litorale. Completarono l'opera i due costruttori suoi connazionali Herman Taillieu ed Yvan Verschelden, mentre un altro belga, Eddy Schillemans, costruì l'hotel Villa Rei (1965) e il tedesco Bastian Barthelmess aprì il ristorante Monte Nai (1968), poi integrato con costruzioni a uso abitativo in forma ottagonale come lo stesso esercizio. Una massiccia operazione di edificazione avvenuta negli ultimi decenni ha portato la realizzazione di migliaia di ville e villette tanto da potersi contare in agosto nel periodi di maggiore afflusso, una popolazione di circa 40 000 abitanti. Vi sono quattro piazze (piazza Rei Marina, piazza Colombo, piazza Italia, piazza Sardegna) ricche di ristoranti, pizzerie, bar, botteghe e supermercati.

## Monumenti e luoghi d'interesse

### Architetture civili
"Monumento" di Costa Rei è la "Casa della contessa", l'abitazione più antica e non facilmente raggiungibile, da cui si può ammirare il panorama della località. Meta di tanti turisti, soprattutto giovani, la Casa della contessa è da tempo abbandonata e interessata da molte leggende. Esistono inoltre nei dintorni alcuni nuraghe in buone condizioni di conservazione. 

### Spiagge

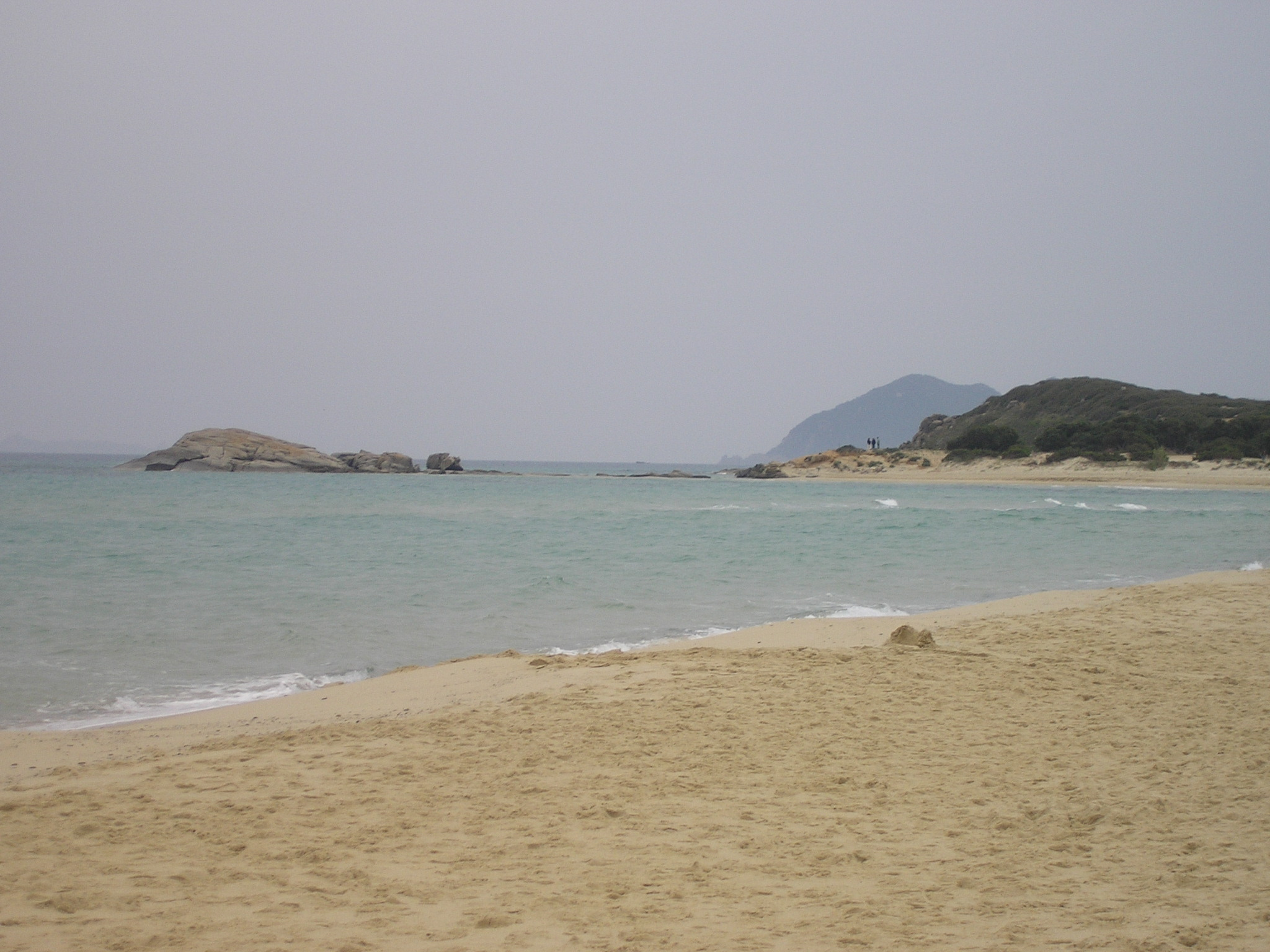
Lo scoglio di Peppino

Popolata per lo più nel periodo estivo, è rinomata per le sue spiagge chiarissime e a sabbia fine. 
La spiaggia è famosa anche per lo scoglio di Peppino, in località Santa Giusta, un basso e largo scoglio. All'orizzonte si può scorgere l'isola della Serpentara.
Oltre alle spiagge, per la maggior parte libere, si trovano calette pittoresche e soprattutto un mare cristallino ed incontaminato. Nel 2009 la località è stata insignita del "Travel blogger award" dalla casa editrice di guide di viaggio "Lonely Planet", che ha incluso Costa Rei tra le 10 spiagge più belle del mondo.